# Sét đánh ngang trời
Sét đánh ngang trời là album chủ đề đầu tay của ban nhạc progressive metal Hạc San, phát hành vào ngày 12/12/2015 bởi Art Hacova. Được cấu tứ theo lối "concept album" (đĩa nhạc gồm những tác phẩm xoay quanh một chủ đề), "Sét đánh ngang trời" lấy tích Thạch Sanh làm xương sống cho 11 nhạc phẩm, trong đó có ba bản hòa tấu. Phần thiết kế của album được thực hiện bởi guitarist Dzung Pham (Dz) theo phong cách minimalist với các hình ảnh minh hoạ cho từng ca khúc. Album được coi là concept album đầu tiên theo thể loại progressive metal tại Việt Nam.

## Lịch sử
Năm 2011, guitarist Dzung lên ý tưởng về một album với kết cầu liền mạch xoay quanh một chủ đề theo dạng concept album. Với mong muốn kế thừa và tôn vinh những giá trị văn hoá truyền thống của Việt Nam, câu truyện cổ tích "Thạch Sanh" được chọn làm chủ đề chính cho album này. Năm 2012, Dzung bắt đầu phác thảo các ý tưởng và tìm kiếm chất liệu âm nhạc cho album. Cùng năm đó, drummer Yvol tham gia ban nhạc lúc bấy giờ cùng Dzung là Kamejoko, họ bắt đầu sáng tác các ca khúc đầu tiên cho album dựa trên concept của Dzung. Đầu năm 2013, sau khi Kamejoko đổi tên thành Hạc San, ban nhạc chính thức bắt tay vào tập luyện và thu âm các sáng tác đầu tiên là "Hoang tàn" và "Bí mật của người ra đi".
Cuối năm 2013, sau khi các sáng tác đã hoàn thành, Hạc San chính thức bắt tay vào thu âm concept album "Sét đánh ngang trời" với 11 nhạc phẩm, trong đó có ba bản hoà tấu. Tháng 12/2015 ban nhạc chính thức phát hành album "Sét đánh ngang trời" sau gần 5 năm thực hiện.

## Ý tưởng
Ý tưởng của concept album "Sét đánh ngang trời" được dựa trên câu chuyện cổ tích Việt Nam "Thạch Sanh" nhưng được thêm thắt những chi tiết hư cấu khác để câu chuyện mang tính chất hiện đại và con người hơn bởi lẽ Thạch Sanh là một nhân vật trong dân gian với những gửi gắm của người xưa về một con người tốt hoàn hảo, nhưng đã là con người thì luôn có tham sân si, có tốt có xấu. Câu chuyện mà Hạc San muốn kể đưa đến một góc nhìn khác về câu chuyện cổ tích này để rồi nêu lên ý tưởng xuyên suốt: lòng hận thù, sự tham lam sẽ khiến con người phải tự gánh những hậu quả của mình gây ra - luật Nhân quả.

## Cốt truyện[3]

#### Chương I: Bóng tối của thực tại
- Hỗn mang: Câu chuyện mở ra trong cõi u mê, nơi Thạch Sanh đang vùi mình trong bong tối.
- Dưới đáy trần gian: Những u uất, hận thù và tuyệt vọng của Thạch Sanh khi chàng đã bị Lý Thông vùi lấp dưới hang sâu, nhuộm đen bóng tối nơi hang cùng. Bàn tay chàng nhuốm máu đại bàng sau cuộc chiến.

#### Chương II: Trong miền ký ức
- Hoang tàn: Cơn bĩ cực đưa ký ức Thạch Sanh về khu rừng xưa, nơi chàng sống cô độc và gặp được người anh em Lý Thông.
- Tiều Phu: Một ngày kia, chim đại bàng mang công chúa bay qua khu rừng. Thạch Sanh lần theo dấu máu để cứu công chúa.
- Kẻ phản bội: Thạch Sanh lao xuống hang cùng để cứu công chúa, ngờ đâu Lý Thông cho quân lính lấp đất đá vùi Thạch Sanh dưới hang sâu. Lý Thông đưa công chúa về, cướp công của Thạch Sanh, cắt đứt tình nghĩa anh em.

#### Chương III: Sự sống và cái chết
- Mũi tên đen: Cuộc chiến sinh tồn giữa Thạch Sanh và quái vật đại bàng. Căm hờn vì bị người anh em phản bội, Thạch Sanh điên cuồng giương cung tên xé xác ác điểu. Sau cùng, chàng gieo mình xuống vực thẳm để quên đi những oan nghiệt, hận thù.
- Bí mật của người ra đi: Lời tiễn vong ai oán của đất trời về sự ra đi của một con người đã xả thân hiệp nghĩa, nhưng bị phản bội để rồi nhận về mình một kết cục cay đắng.
- Tái sinh: Biển khơi giang tay đón lấy linh hồn lạc lối của Thạch Sanh, gột rửa linh hồn chàng và đưa chàng về với cuộc sống, duy chỉ có trái tim vẫn còn vẹn nguyên những cảm xúc nhớ về người con gái năm xưa dưới hang tối.

#### Chương IV: Ân oán phân minh
- Ai oán: Ngỡ tưởng cuộc sống sẽ trở nên tốt đẹp nhưng ân oán trả vay, linh hồn đại bàng quay về báo oán, đầy đoạ Thạch Sanh xuống ngục tối.
- Tiếng đàn hàm oan: Nơi ngục tối, tiếng đàn Thạch Sanh vang lên kể về nỗi bi ai. Tiếng đàn tới tai công chúa câm năm xưa, sự thật được phơi bày từ đây khi nàng cất tiếng nói giãi bày về những gì đã xảy ra năm xưa.
- Sét đánh ngang trời: Lý Thông sau khi tội ác bị phơi bày đã vội vàng chạy trốn, nhưng nào đâu thoát khỏi sự trừng phạt của trời cao với. Lý Thông bị sét đánh khi chạy trốn qua khu rừng năm xưa hắn gặp Thạch Sanh. Câu chuyện khép lại với thông điệp về "Nhân Quả".

## Danh sách bài hát
Tất cả nhạc phẩm được soạn bởi Hạc San.
| STT              | Nhan đề                                      | Phổ lời          | Phổ nhạc             | Thời lượng |
| ---------------- | -------------------------------------------- | ---------------- | -------------------- | ---------- |
| 1.               | "Hỗn mang"                                   | (instrumental)   | Dzung                | 1:53       |
| 2.               | "Dưới đáy trần gian"                         | Dzung            | Dzung                | 4:53       |
| 3.               | "Hoang tàn"                                  | Yvol, Dzung      | Yvol, Trần Nho Hoàng | 4:56       |
| 4.               | "Tiều phu"                                   | Yvol, Dzung      | Dzung                | 4:37       |
| 5.               | "Kẻ phản bội"                                | (instrumental)   | Dzung                | 0:26       |
| 6.               | "Mũi tên đen"                                | Dzung            | Dzung                | 7:38       |
| 7.               | "Bí mật của người ra đi"                     | Dzung            | Dzung                | 6:47       |
| 8.               | "Tái sinh"                                   | Dzung            | Dzung                | 6:12       |
| 9.               | "Ai oán"                                     | (instrumental)   | Dzung                | 3:48       |
| 10.              | "Tiếng đàn hàm oan" (cùng Phù Vạn Nam Hương) | Dzung            | Dzung                | 6:03       |
| 11.              | "Sét đánh ngang trời"                        | Dzung            | Dzung                | 7:34       |
| Tổng thời lượng: | Tổng thời lượng:                             | Tổng thời lượng: | Tổng thời lượng:     | 54:46      |

## Thành tựu
Tháng 1/2016, concept album "Sét đánh ngang trời" được đề cử vào danh sách dự kiến cho Giải thưởng âm nhạc cống hiến cho hạng mục "Album của năm" do báo Thể thao & Văn hoá tổ chức. Cùng thời gian này, album được chọn vào danh sách "Những điểm nhấn Rock Việt 2015".

## Những người thực hiện

### Hạc San
- Dzung - Guitar/ Compose/ Concept/ Back vocal/ Production/ Artwork, design, illustration
- Yvol Enuol - Drum/ Compose/ Back vocal
- Trần Quốc Thắng - Bass
- Jean Paul Blada - Vocal

### Khách mời
- Yên Lâm - Keyboardist
- Trần Nho Hoàng - Keyboardist
- Phù Vạn Nam Hương - Vocalist

### Sản xuất
- Nguyễn An Vịnh - Photographer
- Nguyễn Dũng - Mixing/ Mastering